# Hero Fiennes Tiffin
Hero Beauregard Faulkner Fiennes Tiffin (* 6. November 1997 in London) ist ein britischer Schauspieler. Bekannt wurde er durch den Film Harry Potter und der Halbblutprinz, in dem er den 11-jährigen Tom Riddle spielte.

## Leben
Fiennes Tiffin ist der Sohn des Regisseurs George Tiffin und von Martha Fiennes. Er hat einen Bruder und eine Schwester, die als kleine Georgiana in dem Film Die Herzogin zu sehen war. Zwei Onkel von Hero Fiennes Tiffin, Joseph Fiennes und Ralph Fiennes, sind ebenfalls Schauspieler.
Fiennes Tiffin hatte seine erste Rolle als Kinder-Dieb Spartak in dem britischen Einwanderer-Drama Bigga Than Ben. Danach wurde er von dem Harry-Potter-Regisseur David Yates gebeten, sich innerhalb einer öffentlichen Ausschreibung für die Rolle des kindlichen Tom Riddle in dem sechsten Teil der Harry-Potter-Filmreihe (Harry Potter und der Halbblutprinz) zu bewerben. Yates erklärte später, dass der Junge die Rolle wegen seiner Fähigkeit einer gewissen Tiefgründigkeit in seinen Dialogen bekam und nicht aufgrund der Verwandtschaft mit Ralph Fiennes, der ab dem vierten Teil (Harry Potter und der Feuerkelch) den erwachsenen Tom Riddle/Lord Voldemort verkörperte.
Im Jahr 2018 spielte Hero Fiennes Tiffin eine Nebenrolle in der Netflix-Serie Safe. 2019 war er in der männlichen Hauptrolle als Hardin Scott in der Verfilmung eines Bestsellerromans von Anna Todd, After Passion, erneut auf der Kinoleinwand zu sehen. 2020 wurde sein neuer Film After Truth  veröffentlicht, ebenfalls nach Anna Todd.

## Filmografie (Auswahl)
- 2008: Bigga Than Ben
- 2009: Harry Potter und der Halbblutprinz (Harry Potter and the Half-Blood Prince)
- 2012: Private Peaceful – Mein Bruder Charlie (Private Peaceful)
- 2017: The Secret Life of Flowers (Kurzfilm)
- 2018: Safe (Fernsehserie, 8 Episoden)
- 2019: After Passion (After)
- 2020: After Truth (After We Collided)
- 2020: Tod in den Wäldern (The Silencing)
- 2021: After Love (After We Fall)
- 2022: After Forever (After Ever Happy)
- 2022: First Love
- 2022: The Woman King
- 2023: After Everything
- 2024: The Ministry of Ungentlemanly Warfare
- 2025: Prophezeiung... Liebe (Picture This)